# Stephen Jones (Schauspieler)
Stephen Jones (* 1986 in Tallaght, Irland) ist ein irischer Schauspieler, Autor und Regisseur. Er studierte am University College Dublin Englisch und Geschichte und hat in diesen Fächern einen B.A.-Abschluss. Des Weiteren absolvierte er ein Masterstudium in der Fachrichtung Kreatives Schreiben und nahm Schauspielunterricht an der Bow Street Acting Academy in Dublin.

## Leben
Stephen Jones spielt Theater, unter anderem am 1999 gegründeten Civic Theatre in seiner Heimatstadt Tallaght, einem Vorort von Dublin. Sein erster Filmauftritt war 2011 die Rolle des Scratcher in Between the Canals. In den Folgejahren spielte er in zahlreichen weiteren vorwiegend irischen und britischen Filmen und Serien, war aber auch als Voiceover-Sprecher tätig. 2021 führte Jones erstmals Regie bei dem Film The Intruder: Reading of the Play. Und bei der 2023 produzierten irisch-belgischen Serie Northern Lights spielte Jones nicht nur die männliche Hauptrolle, sondern schrieb dafür auch das Drehbuch. Die Serie basiert auf einem gleichnamigen Theaterstück von 2018 aus dem Dubliner Theatre Upstairs, bei dem Stephen Jones zuvor bereits ebenfalls die männliche Hauptrolle auf der Theaterbühne spielte.
In seiner Freizeit wanderte Jones 2018 auf dem Jakobsweg nach Santiago de Compostela in Spanien, ein Thema, das sich auch in der Serie Northern Lights wiederfindet.

## Filmografie (Auswahl)

### Filme
- The Queen vs. Patrick O’Donnell (2021) als James Carey[7]
- Flora and Son (2023) als Therapeut[8]
- 2025: Hallow Road

### Serien
- Love/Hate (2011–2014) als Brian[9]
- Nowhere Fast (2017) als Mick[10]
- Into the Badlands (2018) als Brenn[11]
- Red Rock (2015–2018) als Laser Byrne[12]
- Northern Lights (2023) als Lloyd[13] (auch Drehbuch)